# راجر پونتاره
راجر پونتاره (به انگلیسی: Roger Pontare) (زاده ۱۷ اکتبر ۱۹۵۱) خواننده سوئدی است.
او همراه با ماری برگمن نماینده سوئد در مسابقه آواز یوروویژن ۱۹۹۴ بود.